# Karl Brunner (Ethnologe)
Karl Brunner (* 28. August 1863 in Pleß; † 22. September 1938 in Berlin) war ein deutscher Volkskundler und Direktor des als Sammlung für deutsche Volkskunde an der prähistorischen Abteilung der Völkerkundemuseums in die Königlichen Museen zu Berlin integrierten Museums für deutsche Volkstrachten und Hausgewerbe.

## Leben
Karl Brunner kam am 28. August 1863 im oberschlesischen Kreis Pleß als Sohn des dortigen Kreisbaumeisters Friedrich Wilhelm Brunner († 1916) und dessen Ehefrau Anna (geborene Spalding, † 1913) zur Welt. Er besuchte die Domschule in der pommerschen Ortschaft Kammin und das Gymnasium in Neuruppin, bevor er zwischen 1885 und 1889 Philologie, Archäologie, Geschichte und Geographie in Berlin studierte. Während Brunner als wissenschaftlicher Hilfsarbeiter an der prähistorischen Abteilung des Museums für Völkerkunde arbeitete, promovierte er 1898 beim Anthropologen Johannes Ranke in München mit der Arbeit Die steinzeitliche Keramik in der Mark Brandenburg. Später wertete Brunner die Fragebogen der Berliner Gesellschaft für Anthropologie, Ethnologie und Urgeschichte über alte Schiffstypen aus.

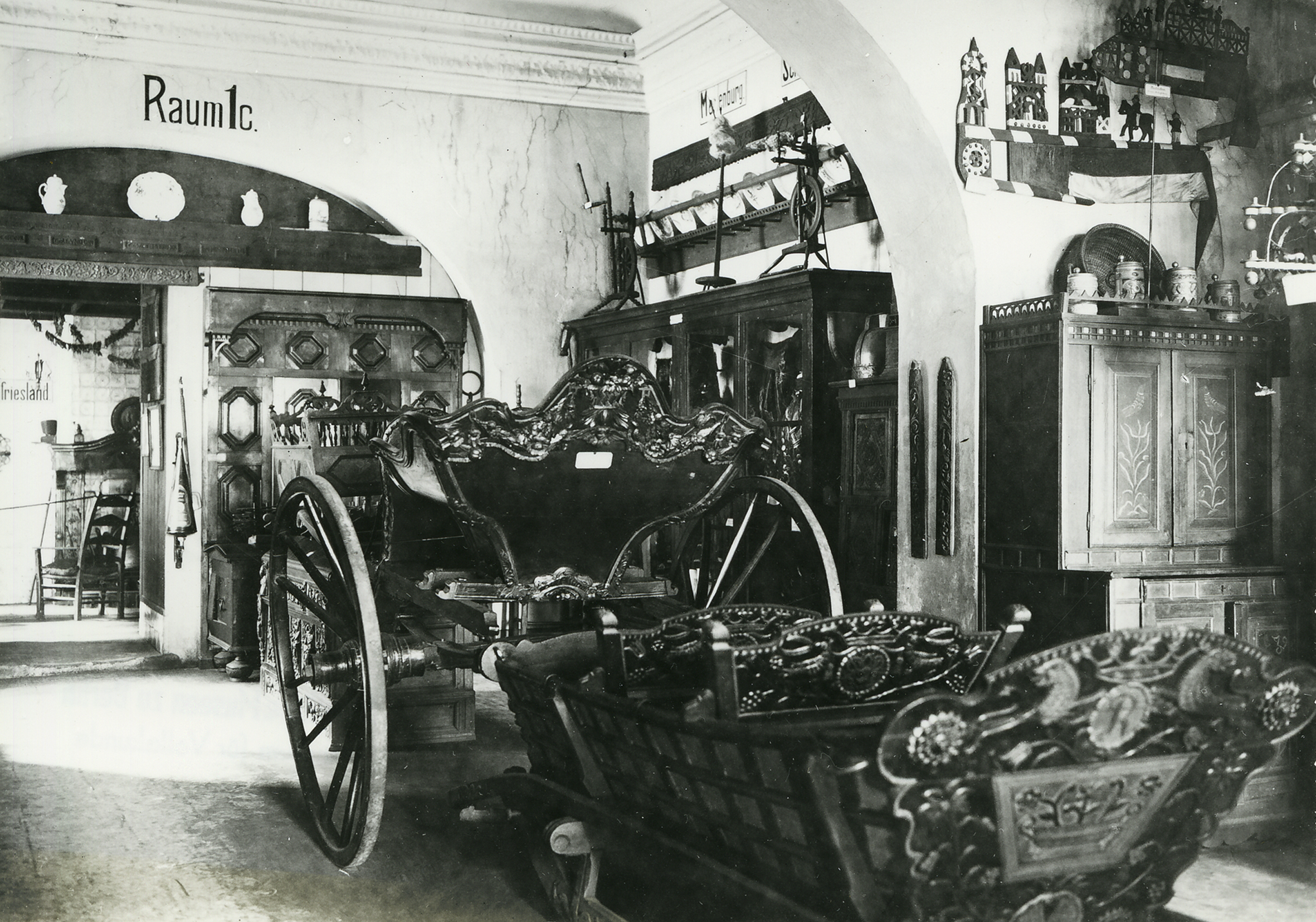
Unbekannter Photograph, Sammlung für deutsche Volkskunde im Palais Creutz, Blick in die Ausstellung, nach 1909.

Als das Museum für deutsche Volkstrachten und Hausgewerbe 1904 als Sammlung für deutsche Volkskunde von der durch Albert Voß geleiteten prähistorischen Abteilung des Völkerkundemuseums übernommen wurde, übernahm Brunner als dessen Assistent die Leitung der volkskundlichen Abteilung. In dieser Funktion plante er eine neue Aufstellung der Sammlung, die bis dahin recht unsystematisch im Palais Creutz präsentiert wurde. Brunner richtete einen neuen Rundgang ein, der sich nach landschaftlichen Gesichtspunkten gliederte, und verbesserte die Präsentation der für das Museum typischen Stuben. Im letzten Raum zeigte Brunner vergleichende Sammlungen, die insbesondere auf Anregung des Österreichischen Museums für Volkskunde in Wien vermehrt in den Museumsbestand aufgenommen worden waren. Im Rahmen der Neuaufstellung der Bestände arbeitet sich Brunner in die Sammlung ein: So stellte er Lücken fest, die er durch zukünftige Erwerbungen schließen wollte. Zudem bemühte Brunner sich, nachträglich die Herkunft von Gegenständen aus der für die Deutsch-ethnographische Ausstellung auf der World’s Columbian Exposition in Chicago im Jahr 1893 angelegten Sammlung zu bestimmen.
Besondere Bedeutung in den ersten Jahren von Brunners Direktorat hatte jedoch die Absicherung der Stellung des Museums, da Wilhelm von Bode sich öffentlichkeitswirksam gegen die Einrichtung eines Freilichtmuseums in Berlin ausgesprochen und damit zugleich den Status der Sammlung trotz ihrer Übernahme in den Verband der Königlichen Museen unterminiert hatte. Der Status der Sammlung besserte sich unter dem neuen Direktor der prähistorischen Abteilung des Völkerkundemuseums, Carl Schuchhardt, ab 1908. Zudem nahm Brunner mit seinem Museum an Berliner Ausstellungen teil und stärkte die Beziehung zum Verein für Volkskunde. Um das Ansehen des Museums weiter zu erhöhen, wandte sich Brunner etwas vom durch Virchow begründeten Schwerpunkt auf Arbeitsgeräte ab und tätigte Erwerbungen auf diesem Gebiet eher beiläufig. Stattdessen setzte er nach Beratungen mit Otto Lehmann, dem Direktor des Altonaer Museums, auf die Einrichtung einer Modellsammlung volkstümlicher Bauten. In den Folgejahren bemühte sich Brunner, durch das Zusammenführen weiterer Objektgruppen zu vergleichenden Reihen die Wissenschaftlichkeit des Museums zu betonen. Anlässlich der Sammlungspräsentation zum 25-jährigen Bestehen des Museums im Jahr 1914 richtete er zwei weitere Räume mit vergleichenden Objektreihen ein, zudem integrierte er solche auch in die Räume, die den verschiedenen Landschaften gewidmet waren. Das Jubiläum bot Brunner auch Anlass, der Position Bodes zu widersprechen und die Bedeutung des Museums für Berlin zu betonen. Die Generaldirektion der Königlichen Museen übernahm den Standpunkt, dass das Museum bessere Räumlichkeiten benötigte. Der Kriegsverlauf verhinderte aber eine Verbesserung der räumlichen Situation.
Im Laufe seines Direktorats bearbeitete Brunner verschiedene Teile der Sammlung wie etwa die bäuerlichen Holzgeräte mit Wachsverzierungen, Bauerntöpferei, Runenkalender und das Hungertuch von Telgte wissenschaftlich. Für seine Publikation Ostdeutsche Volkskunde wertete er Gegenstände aus Brandenburg, der Lausitz, Schlesien und Pommern aus. Als Brunner am 1. Oktober 1928 altersbedingt aus seinem Amt ausschied, war die Sammlung auf 30.000 Objekte angewachsen, jedoch trotz bewilligter Mittel durch den preußischen Landtag 1925 und 1928 nur unzureichend untergebracht. Es gab keine staatlichen Ankaufmittel und außer dem Kustos keine wissenschaftlichen Mitarbeiter. Brunners Nachfolge trat Konrad Hahm an, der das Museum 1935 in die Eigenständigkeit führen sollte.